# Amt Werneuchen
Das Amt Werneuchen war ein 1992 gebildetes Amt in Brandenburg, in dem sich zunächst neun Gemeinden in den damaligen Kreisen Bernau und Bad Freienwalde zu einer Verwaltungsgemeinschaft zusammengeschlossen hatten. Amtssitz war die Stadt Werneuchen. Das Amt Werneuchen wurde 2003 wieder aufgelöst. Es hatte Ende 2002 7389 Einwohner.

## Geographische Lage
Das Amt Werneuchen grenzte im Norden an das Amt Biesenthal-Barnim, im Osten an das Amt Falkenberg-Höhe, im Südosten an das Amt Barnim-Oderbruch, im Süden an das Amt Altlandsberg, im Westen an das Amt Ahrensfelde/Blumberg und im Nordwesten an das Amt Panketal.

## Geschichte
Nach der Wende wurde im Zuge der Ämterbildung im Land Brandenburg das Amt Werneuchen mit Sitz in Werneuchen gebildet. Der Minister des Innern des Landes Brandenburg erteilte seine Zustimmung zur Bildung des Amtes Werneuchen am 13. Juli 1992. Als Zeitpunkt des Zustandekommens des Amtes wurde der 31. Juli 1992 festgelegt. Das Amt bestand zunächst aus neun Gemeinden in den damaligen Kreisen Bernau und Bad Freienwalde:
1. Hirschfelde
2. Krummensee
3. Löhme
4. Seefeld
5. Weesow
6. Willmersdorf
7. Schönfeld
8. Tiefensee
9. Werneuchen, Stadt

Ende 1992 hatte das Amt 6150 Einwohner. Am 31. Dezember 1998 wurde die Gemeinde Löhme in die Gemeinde Seefeld eingegliedert. Zum 31. Dezember 2001 wurde die Gemeinde Weesow in die Stadt Werneuchen eingegliedert. Am Ende des Jahres 2002 hatte das Amt Werneuchen noch 7 amtsangehörige Gemeinden. Am 26. Oktober 2003 wurden die Gemeinden Hirschfelde, Krummensee, Schönfeld, Seefeld, Tiefensee und Willmersdorf in die Stadt Werneuchen eingegliedert. Das Amt Werneuchen wurde aufgelöst, die Stadt Werneuchen ist amtsfrei. Vier der Gemeinden (u. a. Tiefensee) klagten vor dem Landesverfassungsgericht des Landes Brandenburg erfolglos gegen diese Entscheidung. Alle Orte des früheren Amtes Werneuchen sind heute Ortsteile der Stadt Werneuchen.

## Amtsdirektor
Amtsdirektor war Walter Grabsch.